# Mayumi Yamaguchi
Mayumi Yamaguchi (jap. 山口 眞弓 Yamaguchi Mayumi; ur. 12 maja 1975) – japońska seiyū związana z agencją Accent. Sporadycznie udziela również głosu w dubbingu.

## Wybrane role głosowe
- Digital Monster X-Evolution (2005) jako MetalGarurumon X
- Samurai Champloo (2004–2005) jako Kawara Sousuke
- Fullmetal Alchemist (2003–2004) jako Envy
- Naruto (2002–2007) jako młody Orochimaru
- Mistrzowie Kaijudo (2002–2006) jako Fōsu
- Odlotowe agentki (2001–2008) jako Alex i Carmen (japoński dubbing)
- Digimon Tamers (2001–2002) jako Henry Wong
- Digimon Adventure 02 (2000–2001) jako Gabumon
- Digimon Adventure (1999–2000) jako Gabumon
- Ed, Edd i Eddy (1999–2009) jako Nazz (japoński dubbing)
- Pokémon (1997–) jako Pippi (Clefairy)